# Perdita Weeks
Perdita Rose Annunziata Weeks (Cardiff, 25 december 1985) is een Welshe actrice. 

## Biografie
Weeks werd geboren in Cardiff als jongere zus van Honeysuckle en oudere zus van Rollo. Zij doorliep de middelbare school aan de Roedean School in Brighton en studeerde kunstgeschiedenis aan de Courtauld Institute of Art in Londen. 
Weeks begon in 1993 als jeugdactrice met acteren in de miniserie Goggle Eyes welke een jaar later op de Nederlandse televisie werd uitgezonden. Daarna speelde zij nog meerdere rollen in televisieseries en films. 
In 2018 werd Weeks gevraagd als Juliet Higgins in de reboot van de Amerikaanse serie Magnum, P.I.;  het originele personage heette Jonathan Higgins en werd gespeeld door de Amerikaanse acteur John Hillerman.

## Filmografie

### Films
- 2018 Ready Player One - als Kira
- 2014 As Above, So Below - als Scarlett
- 2013 The Invisible Woman - als Maria Ternan
- 2010 Prowl - als Fiona
- 2004 Sherlock Holmes and the Case of the Silk Stocking - als Roberta Massingham
- 2000 The Prince and the Pauper - als Lady Jane Grey
- 1997 Spice World - als Evie
- 1996 Hamlet - als tweede speelster
- 1996 El último viaje de Robert Rylands - als Sue
- 1996 The Cold Light of Day - als Anna Tatour

### Televisieseries
Uitgezonderd eenmalige gastrollen.
- 2018-2024 Magnum, P.I. - als Juliet Higgins - 96 afl.
- 2016 Penny Dreadful - als Catriona Hartdegen - 4 afl.
- 2016 Rebellion - als Vanessa Hammond - 4 afl.
- 2014 The Great Fire - als Elizabeth Pepys - 4 afl.
- 2013 Flight of the Storks - als Sarah Gabbor - 2 afl.
- 2012 Titanic - als Lady Georgiana Grex - 4 afl.
- 2011 Great Expectations - als Clara - 2 afl.
- 2011 The Promise - als Eliza Meyer - 4 afl.
- 2008-2009 Four Seasons - als Imogen Combe - 4 afl.
- 2008 Lost in Austen - als Lydia Bennet - 4 afl.
- 2007-2008 The Tudors - als Mary Boleyn - 6 afl.
- 2011 Great Expectations - als Clara - 2 afl.
- 2003 ‘’ Death and Dreams’’ - als Hannah Moore - 1 afl.
- 2002 Stig of the Dump - als Lou - 5 afl.
- 1997 Rag Nymph - als jonge Millie - 2 afl.

- Bibliothèque nationale de France: cb169413233 (data)
- Gemeinsame Normdatei: 1062205111
- International Standard Name Identifier: 0000 0001 3382 109X
- Library of Congress Control Number: no2013068371
- MusicBrainz: 111df8cb-9197-4f23-8c2c-b63d6c511715
- Système universitaire de documentation: 242121497
- Virtual International Authority File: 304206716
- WorldCat: E39PBJfmpt9d3HvrcJkk3BwKVC